# Kolarstwo na Igrzyskach Imperium Brytyjskiego 1934
Kolarstwo rozegrane podczas II Igrzysk Imperium Brytyjskiego w 1934 roku było dyscypliną debiutującą w zawodach i obejmowało trzy konkurencje męskie w kolarstwie torowym: sprint na 1000 metrów, jazdę indywidualną na czas na 1000 metrów oraz scratch na 10 mil.

## Rezultaty
| Konkurencja                          |                |                    |                 |
| ------------------------------------ | -------------- | ------------------ | --------------- |
| Jazda indywidualna na czas na 1000 m | Dunc Gray      | Bob McLeod         | Ted Clayton     |
| Sprint na 1000 m                     | Ernest Higgins | Horace Pethybridge | Ted Clayton     |
| Scratch na 10 mil                    | Bob McLeod     | Ted Clayton        | William Harvell |

## Tabela medalowa
| Poz. | Państwo           |   |   |   | Łącznie |
| 1    | Australia         | 1 | 1 | - | 2       |
| 1    | Kanada            | 1 | 1 | - | 2       |
| 3    | Anglia            | 1 | - | 1 | 2       |
| 4    | Południowa Afryka | - | 1 | 2 | 3       |